# Светий Йошт-над-Кранєм
Светий Йошт-над-Кранєм (словен. Sveti Jošt nad Kranjem) — поселення в общині Крань, Горенський регіон, Словенія. Висота над рівнем моря: 847 м.